# Orã (distrito)
Orã é um distrito localizado na província de Orã, Argélia, e cuja capital é a cidade de mesmo nome. A população total do distrito era de 668 890 habitantes, em 2011.[carece de fontes?]

## Comunas
O distrito consiste de apenas uma única comuna:
- Orã